# Lugo di Nazza
Lugo di Nazza (in francese Lugo-di-Nazza, in corso U Lugu di Nazza) è un comune francese di 111 abitanti situato nel dipartimento dell'Alta Corsica nella regione della Corsica.

## Società

### Evoluzione demografica
Abitanti censiti